# Xã Ruddell, Quận Independence, Arkansas
Xã Ruddell (tiếng Anh: Ruddell Township) là một xã thuộc quận Independence, tiểu bang Arkansas, Hoa Kỳ. Năm 2010, dân số của xã này là 10.164 người.